# Ligamento ileolumbar
El ligamento ileolumbar es uno de los ligamentos que unen la pelvis con la cadera. 
Este ligamento es un manojo horizontal, trasversal, redondeado en su origen y aplastado en su finalización compuesto de abundantes fibras casi todas paralelas, unidas de modo que forman a modo de un plano fibroso cuyas caras son la anterior y la posterior. 
Se inserta por su origen en el vértice de la apófisis trasversa y por su terminación en la parte interna de la cresta iliaca hacia la unión del tercio posterior de esta con sus dos tercios anteriores. Sirve para dar inserción por arriba al músculo cuadrado de las lumbares, por abajo al iliaco y por delante al psoas mayor.

## Función
El ligamento iliolumbar fortalece la articulación lumbosacra asistida por el ligamento lumbosacro lateral y, como todas las demás articulaciones vertebrales, por los ligamentos longitudinales anterior y posterior, la ligamenta flava y los ligamentos interespinoso y supraespinoso. Reduce el rango de movimiento de la articulación lumbosacra.